# 久松城賞
久松城賞（ひさまつじょうしょう）は高知県競馬組合が高知競馬場のダート1400mで施行されていた地方競馬の重賞競走（平地競走）である。競走名の由来は、福山城の別名「久松城」から。

## 概要
2009年度から、高知競馬場と福山競馬場が連携して人馬の交流や場外発売の拡大などの取り組みを行っており、この一環として両場の代表馬による重賞として2011年度に新設したのが始まり。また福山競馬場では大高坂賞を新設した。
出走資格はサラブレッド系3歳以上の競走馬でフルゲートは12頭である。出走枠は高知所属馬が6頭、福山所属馬が6頭と定められており、一方の所属馬が出走頭数に満たない場合は、もう一方の所属馬を繰り上げることもある。
2013年、福山競馬の廃止に伴い、本競走は廃止された。
負担重量は3歳馬が55kg、4歳以上が57kg、牝馬が2kg減である。
2012年度の賞金総額は90万円で、1着賞金60万円、2着賞金15万円、3着賞金7万2000円、4着賞金4万8000円、5着賞金3万円と定められている。

## 歴史
- 2011年 - 高知競馬場のダート1400mのサラブレッド系3歳以上の中国・四国所属馬限定の別定の重賞競走「久松城賞」として施行。
- 2013年 - 廃止。

## 歴代優勝馬
| 回数  | 施行日         | 優勝馬             | 性齢 | 所属 | タイム | 優勝騎手 | 管理調教師 | 馬主     |
| ----- | -------------- | ------------------ | ---- | ---- | ------ | -------- | ---------- | -------- |
| 第1回 | 2011年12月17日 | タンゴノセック     | 牡7  | 高知 | 1:32.8 | 赤岡修次 | 田中守     | 古賀慎一 |
| 第2回 | 2013年1月14日  | ブレーヴキャンター | 牡7  | 高知 | 1:28.7 | 中西達也 | 雑賀正光   | 東光明生 |

### 各回競走結果の出典
- 久松城賞 歴代優勝馬 - 地方競馬全国協会、2014年8月14日閲覧

### 馬主の出典
- JBISサーチ - 2014年8月14日閲覧
  - 2011年，2013年